# Sapienti sat
 Sapienti sat (изговор: сапијенти сат) Латинска изрека, која у преводу значи: Паметноме доста. (Публије Теренције Афер)

## Поријекло изреке
Изрекао Публије Теренције Афер, (лат. Publius Terentius Afer), римски писац комедија у другом вијеку прије нове ере .

## Тумачење
Паметнима не треба много објашњавати, јер лако схватају, „а будалама ионако не вреди говорити.“

## Изрека у српском језику
У српском језику кажу: „Ко разуме, схватиће“